# Caminos de Hierro de Barcelona a Gerona

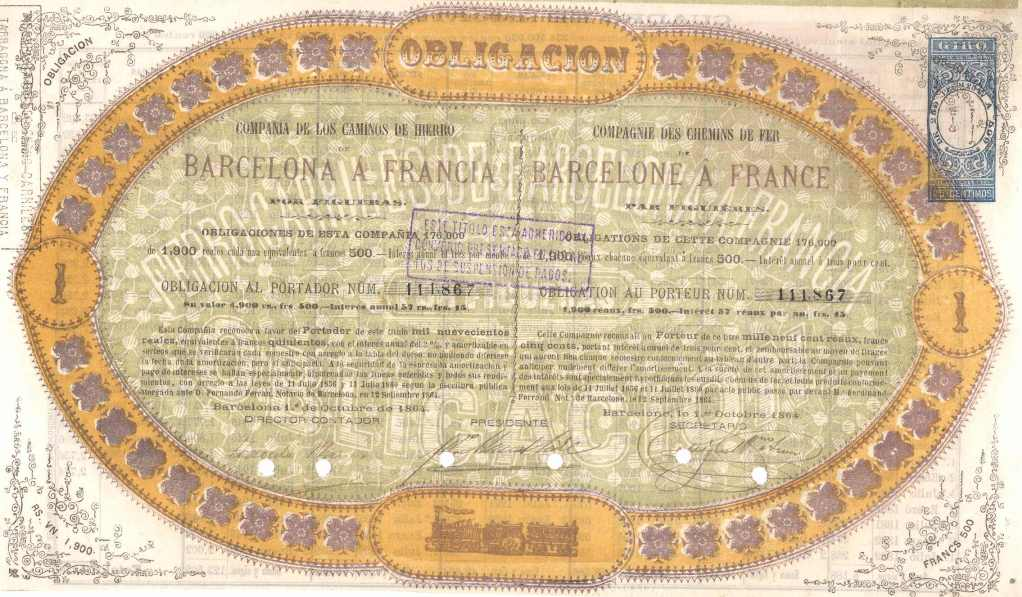
Obligación cuando la compañía se llamaba Caminos de Hierro de Barcelona a Francia por Figueras.

Caminos de Hierro de Barcelona a Gerona fue una empresa ferroviaria española que unió Barcelona y Gerona mediante el ferrocarril. Se creó en 1862 tras la fusión de las compañías ferroviarias Camino de Hierro del Norte (Barcelona-Granollers) y Camino de Hierro del Este (Barcelona-Mataró). 
El 26 de enero de 1862 llegó el primer tren a Gerona procedente de Barcelona, y el 1 de agosto del mismo año, por parte francesa, llega el ferrocarril a Cerbère, Francia. A partir de la concesión de la prolongación de la línea hasta Portbou y Cerbère, la compañía cambió el nombre por Compañía de los Caminos de Hierro de Barcelona a Francia por Figueras pero las dificultades económicas -la línea no estaba subvencionada- no permitieron continuar los trabajos a partir de Gerona, por lo que se recuperó el nombre original de Caminos de Hierro de Barcelona a Gerona
El 18 de octubre de 1870 se fusionó con Credit Mobilier, originando una nueva empresa, que en 1875 se llamó Compañía de los Ferrocarriles de Tarragona a Barcelona y Francia (TBF) que finalmente en 1878 concluyó el enlace con Francia.